# 美洲电信
美洲电信（西班牙語：América Móvil）是一家总部位于墨西哥城的墨西哥電訊公司。是全球第四大、美洲第一大移动网络运营商，也是全球最大的公司之一，在美洲18个国家设有分支机构。美洲电信是福布斯全球2000强公司。作为Carlos Slim的合资企业，截至2014年，美洲电信共为2亿8940万无线用户、3430万固网电信、2260万个宽带接入和2150万个付费电视单元提供服务。

## 公司信息
美洲电信的全球总部位于墨西哥的墨西哥城。其墨西哥子公司Telcel是该国最大的移动运营商，市場佔有率超过70％。美洲电信的子公司Claro在拉丁美洲和加勒比地区的许多国家经营业务，其中包括牙买加、多明尼加、萨尔瓦多、危地马拉、洪都拉斯、尼加拉瓜、秘鲁、阿根廷、乌拉圭、智利、巴拉圭、波多黎各、哥伦比亚和厄瓜多尔。在巴西，它以Claro和另一家子公司Embratel进行经营。在荷兰拥有荷蘭皇家電信30%的股份，并已完成100％的股份出价。该集团还将奥地利电信集团全面纳入财务报告，拥有其59.7％的股份，并利用奥地利运营商扩展美洲电信的欧洲网络。
美洲电信于2007年8月以MiPhone品牌收购了牙买加移动运营商Oceanic Digital100％的股份。
在美国，它通过子公司TracFone Wireless以TracFone、NET10 Wireless、Straight Talk、SIMPLE Mobile、Telcel América、Page Plus Cellular和Total Wireless等品牌运营。
截至2010年12月，该公司是全球四大电信公司之一，拥有290,000公里的光纤电缆，使其成为基础建设规模最大的公司。
截至2012年4月，公司拥有超过670亿美元的资产，是墨西哥最大的资产公司，与Banorte密切相关，背后资产超过590亿美元。市值超过930亿美元，是墨西哥最有价值的公司，超过后面三家最有价值公司的总和。
经济合作与发展组织在2012年估计，电信业的竞争不足已使墨西哥经济每年损失250亿美元。
2010年1月，美洲电信提出收购Carso Telecom和墨西哥电信国际以便更好地与西班牙的西班牙電信和马来西亚的马来西亚电讯公司竞争。该收购于2010年2月11日被墨西哥的CFC（ComisiónFederal de Competencia）反托拉斯办事处批准。美洲电信曾经是墨西哥电信的移动部门，但自2001年剥离以来，它的规模已经远远大于其前身。

## 全球业务

### 全球移动客户

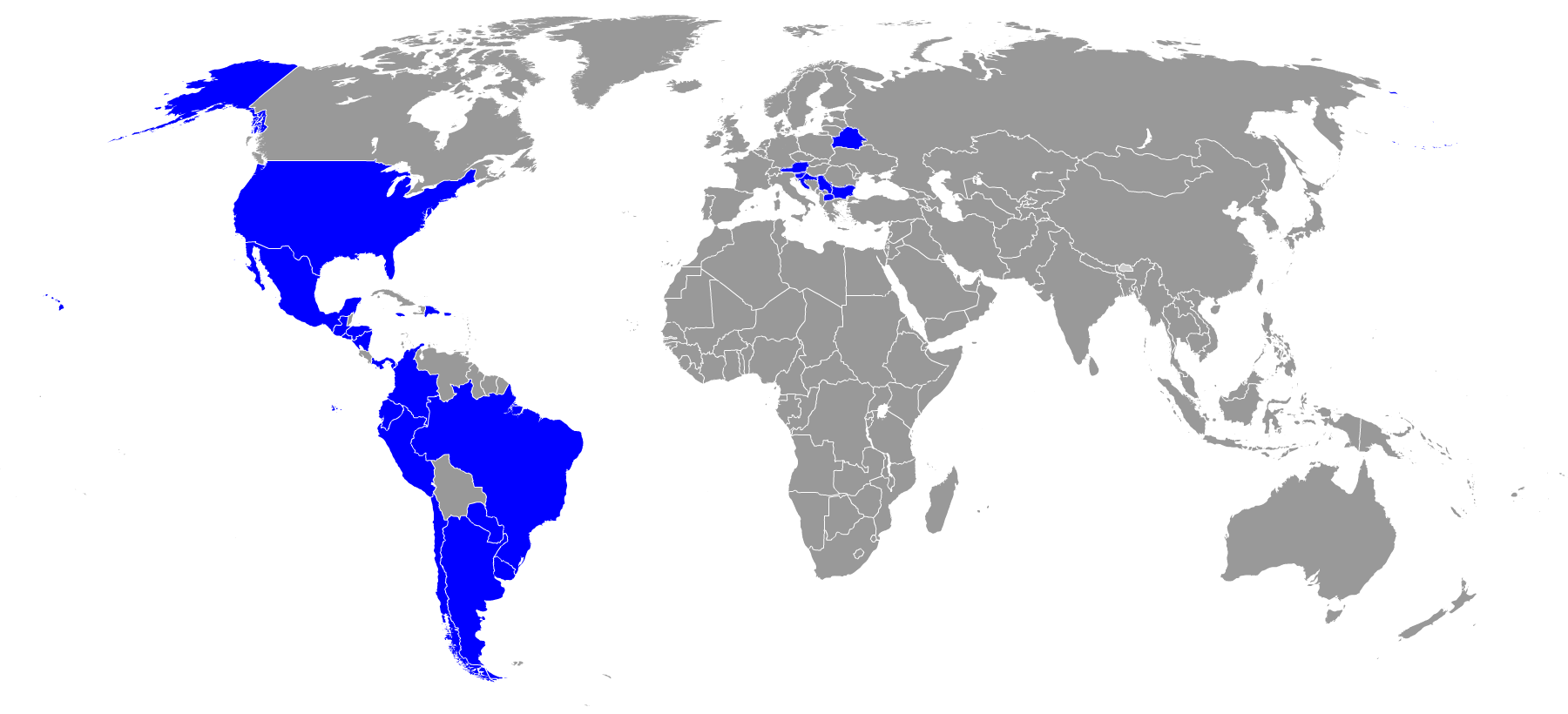
美洲电信全球业务

| 国家/地区                                                                  | 区域   | 公司 | 2016年用户数量 | 2017年用户数量 |
| -------------------------------------------------------------------------- | ------ | --- | -------------- | -------------- |
| 墨西哥                                                                     | 北美洲 | Telcel和墨西哥电信 | 73.108.000     | 73.099.000     |
| 巴西                                                                       | 南美洲 | Claro和Embratel | 64.264.000     | 60.272.000     |
| 哥伦比亚                                                                   | 南美洲 | Claro | 28.260.000     | 29.225.000     |
| 阿根廷 · 巴拉圭 · 乌拉圭                                                   | 南美洲 | Claro | 22.976.000     | 23.910.000     |
| 美国 · 波多黎各 · 美屬維爾京群島                                           | 北美洲 | Tracfone Wireless（移动虚拟运营商） 其他子品牌： -NET10 Wireless -Total Wireless -Straight Talk -SafeLink Wireless -Telcel América -SIMPLE Mobile -Page Plus Cellular | 25.321.000     | 24.109.000     |
| 奥地利                                                                     | 欧洲   | 奥地利电信集团 | 20.482.000     | 20.677.000     |
| 哥斯达黎加 · 巴拿马 · 萨尔瓦多 · 危地马拉 · 洪都拉斯 · 尼加拉瓜 · 多明尼加 | 中美洲 | Claro | 15.773.000     | 15.499.000     |
| 秘鲁                                                                       | 南美洲 | Claro | 11.954.000     | 12.071.000     |
| 厄瓜多尔                                                                   | 南美洲 | Claro | 8.864.000      | 8.822.000      |
| 智利                                                                       | 南美洲 | Claro | 6.476.000      | 6.798.000      |
| 加勒比地区                                                                 | 中美洲 | Claro | 5.373.000      | 5.551.000      |
| 全球                                                                       | -----  | ----- | 282.852.000    | 280.033.000    |

### 南美洲
- CDMA （800/1900MHZ），GSM/GPRS/EDGE （850/1900MHZ），UMTS/HSDPA （850/1900MHZ） 美洲移动创建第一个通用移动通讯系统
- D-AMPS （800MHZ，于2009年停止[12]），GSM/GPRS/EDGE （900/1800MHZ），UMTS/HSDPA （850/2100MHZ），LTE （2600MHZ）
- D-AMPS （800MHZ，于2009年停止），GSM/GPRS/EDGE （850/1900MHZ），UMTS/HSDPA （850MHZ，1900MHZ），LTE （2600MHZ）
- D-AMPS （800MHZ），GSM/GPRS/EDGE （850MHZ soon 1900），UMTS/HSDPA （850MHZ soon 1900）
- GSM/GPRS/EDGE （850/1900MHZ），UMTS/HSDPA （850MHZ soon 1900）
- CDMA （1900MHZ），GSM/GPRS/EDGE （850/1900MHZ），UMTS/HSDPA （850MHZ soon 1900），LTE （700/2600MHZ）
- GSM/GPRS/EDGE （1900MHZ），UMTS/HSDPA （1900MHZ）
- GSM/GPRS/EDGE （1900MHZ），UMTS/HSDPA （1900MHZ）

### 加勒比海地区
- CDMA （800/1900MHZ），GSM/GPRS/EDGE （850/1900MHZ），UMTS/HSDPA （850MHZ soon 1900）
- CDMA （800/1900MHZ），GSM/GPRS/EDGE （850/1900MHZ），UMTS/HSDPA （850MHZ soon 1900）
- CDMA （800MHZ），GSM/GPRS/EDGE （850MHZ），UMTS/HSDPA （850MHZ）

### 中美洲
- CDMA （1900MHZ），GSM/GPRS/EDGE （900/1900MHZ），UMTS/HSPA （1900MHZ） 第一个由美洲电信生产的HSPA（高速封包存取）
- GSM/GPRS/EDGE （1900MHZ），UMTS/HSDPA （1900MHZ）
- GSM/GPRS/EDGE （1900MHZ），UMTS/HSDPA （1900MHZ）
- GSM/GPRS/EDGE （1900MHZ），UMTS/HSDPA （850MHZ）
- GSM/GPRS/EDGE （1900MHZ），UMTS/HSDPA （850MHZ）

### 北美洲
- CDMA （800/1900MHZ），GSM/GPRS/EDGE （850/1900MHZ） （移动虚拟运营商）
- D-AMPS （800MHZ），GSM/GPRS/EDGE （850/1900MHZ），UMTS/HSDPA （850/1900MHZ），LTE （1700MHZ）

### 欧洲
- GSM/GPRS/EDGE （900/1800MHZ），UMTS/HSDPA （900/2100MHZ），LTE （800/1800/2600MHZ）
- GSM/GPRS/EDGE （900/1800MHZ），UMTS/HSDPA （900/2100MHZ）
- GSM/GPRS/EDGE （900/1800MHZ），UMTS/HSDPA （2100MHZ），LTE （1800MHZ）
- GSM/GPRS/EDGE （900MHZ），UMTS/HSDPA （2100MHZ），LTE （800/1800MHZ）
- GSM/GPRS/EDGE （900/1800MHZ），UMTS/HSDPA （900/2100MHZ），LTE （800/1800/2600MHZ）
- GSM/GPRS/EDGE （900/1800MHZ），UMTS/HSDPA （900/2100MHZ），LTE （800/1800MHZ）
- GSM/GPRS/EDGE （900/1800MHZ），UMTS/HSDPA （2100MHZ），LTE （800/1800/2600MHZ）
- GSM/GPRS/EDGE （900/1800MHZ），UMTS/HSDPA （2100MHZ），LTE （800MHZ）

## KPN收购尝试
2013年8月初，美洲电信提出以72亿欧元（94.9亿美元）收购荷蘭皇家電信KPN的剩余70％股权。此前美洲电信已拥有近30％荷蘭皇家電信的股份。在皇家電信员工理事会敦促当局停止美洲电信的计划投标之后荷兰政府進行干预。荷兰政府警告说，此次收购将视为对国家安全的威胁。